# هورشت (مکلنبورگ-فورپومرن)
هورشت (به آلمانی: Horst) یک منطقهٔ مسکونی در آلمان است که در Sundhagen واقع شده‌است. هورشت  ۵۱۶ نفر جمعیت دارد.